# Walter Danz

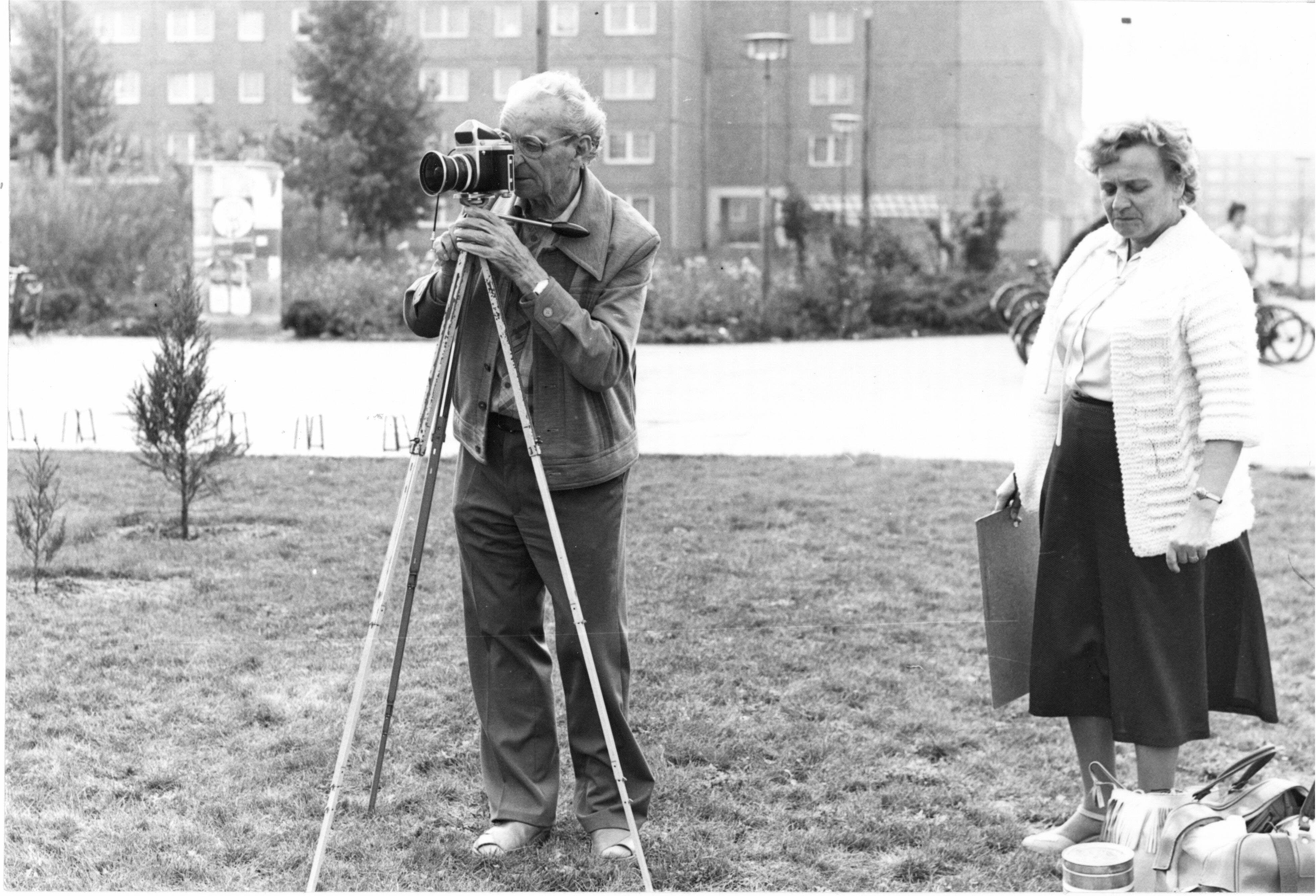
Walter Danz und Christine Lundershausen (1969)

Walter Danz (* 21. April 1904 in Halle (Saale); † 2. November 1986 ebenda) war ein deutscher Fotograf in Halle.

## Leben
Danz absolvierte zunächst eine Ausbildung zum kaufmännischen Angestellten, als der er eine Zeit lang arbeitete. Er beschäftigte sich zunächst mit Milieustudien und Landschaftsfotografien. Wie zur selben Zeit Lyonel Feininger ließ er sich von den Baulichkeiten seiner Heimatstadt inspirieren. Mit der Weltwirtschaftskrise kam in der Fotografie das Neue Sehen auf. Hans Finsler lehrte an der Burg Giebichenstein Kunstgeschichte und betreute dort ab 1926 die erste deutsche Fotoklasse. Unter seinem Einfluss wechselte Danz 1932 vom kaufmännischen Dasein in das Berufsleben eines Bildreporters bei den „Illustrierten Hallischen Nachrichten“. In jener Zeit war die  Arbeitslosenquote auf 45 % gestiegen und Halle – schon zur Kaiserzeit das „rote Herz Mitteldeutschlands“ – ein Brennpunkt der sozialen Not und Armut geworden. In seinen Fotografien spiegelte Danz die zunehmende Unzufriedenheit und Politisierung. Als Pressefotograf konnte er seinen Lebensunterhalt ab 1938 nicht mehr bestreiten. Mit Heinrich Ziegler, einem der ersten Finsler-Schüler, eröffnete er ein Fotogeschäft in der Großen Steinstraße. Wenig später musste er es ihm überlassen. Er wurde zum Heer (Wehrmacht) einberufen und geriet später in Kriegsgefangenschaft. Ziegler löste die Firma auf. In der Nachkriegszeit widmete Danz sich der Architekturfotografie und der Sachfotografie. Unter anderem für die Kunsthochschule Burg Giebichenstein dokumentierte er Kunst und Kunsthandwerk. 1950 wurde ihm der Titel Fotografenmeister zuerkannt. Der Verband Bildender Künstler der DDR nahm ihn 1952 als ersten Fotografen auf. Zu Danz' Bildern der 1930er Jahre meint Maria Meinel:

„Neben der unprätentiösen Annäherung an den Gegenstand und der Schlichtheit der Darstellung bestechen die Bilder durch eine klare, bewusste Gestaltung. Deutliche Diagonalen bestimmen die Bildfläche, suggerieren Bewegung und streichen das Vergängliche des festgehaltenen Augenblicks heraus. Doch es ist ein stilles, ehrfürchtiges und äußerst behutsames Gestalten, das mehr einem wählerischen Sehen gleicht als einem Eingreifen in das Wesen des Bildgegenstandes. Und dann ist da jene den Bildern eigene Langsamkeit, die der Mobilisierung, der Beschleunigung und der Technisierung jener Jahre standzuhalten, ja entgegenzublicken scheint und die den Betrachter zum Verweilen und Reflektieren einlädt.“

## Auszeichnungen
Im Jahr 1984 wurde er mit dem Händelpreis des Bezirkes Halle ausgezeichnet.

## Nachlass
Christine Lundershausen, die langjährige Lebensgefährtin von Danz, kümmerte sich um den fotografischen Nachlass. Über 2000 Arbeiten gingen an die Burg Giebichenstein, ein großer Teil der Negative an die Stiftung Preußischer Kulturbesitz. Einige Arbeiten befinden sich heute im Hallenser Stadtarchiv und einige hundert Arbeiten gelangten in die Sammlung Photographie der Stiftung Moritzburg. 